# Mordellistena soror
Mordellistena soror is een keversoort uit de familie spartelkevers (Mordellidae). De wetenschappelijke naam van de soort is voor het eerst geldig gepubliceerd in 1941 door Ermisch.